# Diaka
Diaka è un comune rurale del Mali facente parte del circondario di Ténenkou, nella regione di Mopti.